# Lepthyphantes kansuensis
Lepthyphantes kansuensis là một loài nhện trong họ Linyphiidae.
Loài này thuộc chi Lepthyphantes. Lepthyphantes kansuensis được Ehrenfried Schenkel-Haas miêu tả năm 1936.